# 阿尔丁根
阿尔丁根是德国巴登-符腾堡州的一个市镇。总面积22.17平方公里，总人口7545人，其中男性3788人，女性3757人（2011年12月31日），人口密度340人/平方公里。